# تأثير اجتماعي

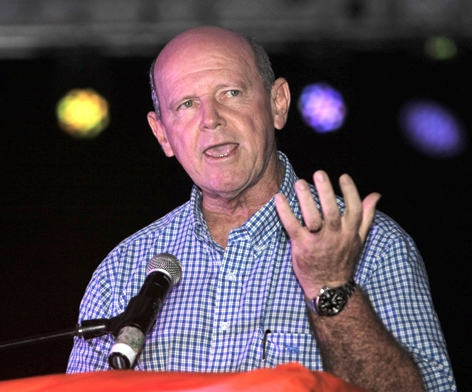

التأثير الاجتماعي (بالإنجليزية: Social influence) هو ما يحدث عندما تتأثر مشاعر الشخص أو آرائه أو سلوكياته بالآخرين. ويأخذ التأثير الاجتماعي أشكالا عديدة ويمكن أن يظهر في الامتثال، والتنشئة الاجتماعية، وضغط الأقران، والطاعة، والقيادة، والإقناع، والبيع، والتسويق. في عام 1958، عرف عالم النفس بجامعة هارفارد هربرت كيلمان (Herbert Kelman) ثلاثة أنواع واسعة من التأثير الاجتماعي.
1. إذعان ويبدو الشخص متفقًا مع آراء الآخرين ولكنه في الواقع لا يزال يضمر رأيه المخالف لرأيهم.
2. التماهي هو عندما يتأثر الشخص بشخص يحبه ويحترمه، مثل المشاهير.
3. استبطان وفيه يقبل الشخص اعتقاد أو سلوك ويوافق عليه ظاهريا وباطنيا.

وصف مورتون ديوتسش (Morton Deutsch) وهارولد جيرارد (Harold Gerard) حاجتين نفسيتين تقودان البشر للتتوافق مع توقعات الآخرين، وهما الحاجة إلى أن نكون على حق (التأثير الاجتماعي المعلوماتي) والحاجة إلى أن نكون محبوبين ومحط إعجاب الغير (التأثير الاجتماعي المعياري). لتأثير الاجتماعي المعلوماتي (أو العقل الجماعي) هو التأثير لقبول المعلومات من أحدنا للآخر كدليل على الواقعية. ويتحقق التأثير المعلوماتي عندما يكون الناس غير مؤكدين، إما لأن المحفزات غامضة في جوهرها أو لأن هناك خلافا اجتماعيا عليها. والتأثير المعياري هو نفوذ يتفق مع التوقعات الإيجابية للآخرين. ومن وجهة نظر كيلمان، يؤدي التأثير المعياري إلى الامتثال للجمهور، في حين يؤدي التأثير المعلوماتي إلى القبول الخاص.

## الأنواع

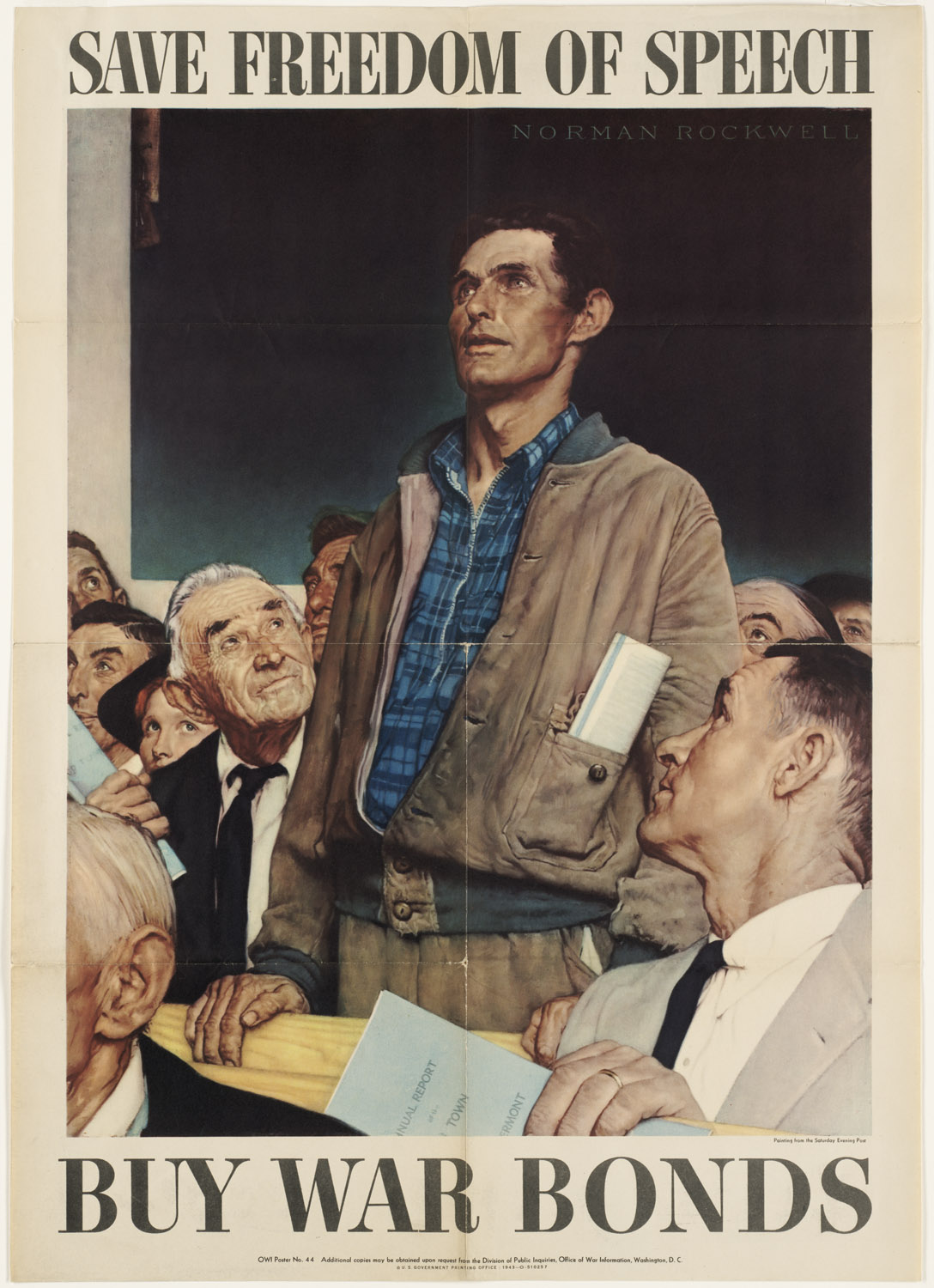
انصر حرية التعبير. اشتر سندات الحرب

التأثير الاجتماعي هو مصطلح واسع يرتبط بالعديد من الظواهر المختلفة. المدرجة أدناه هي بعض أنواع رئيسية من التأثير الاجتماعي التي يجري بحثها في مجال علم النفس الاجتماعي.

### أصناف كيلمان
هناك ثلاث عمليات لتغيير الموقف كما حددها عالم النفس في جامعة هارفارد هربرت كيلمان في عام 1958 المنشورة في مجلة حل النزاعات. كان الغرض من تحديد هذه العمليات هو المساعدة في تحديد تأثيرات التأثير الاجتماعي: على سبيل المثال، لفصل التوافق العام (السلوك) عن القبول الخاص (الاعتقاد الشخصي).

#### الامتثال
هو فعل الاستجابة بشكل إيجابي لطلب صريح أو ضمني يقدمه الآخرون. من الناحية الفنية، الامتثال هو تغيير في السلوك ولكن ليس بالضرورة في الموقف؛ يمكن للمرء أن يمتثل بسبب مجرد طاعة أو عن طريق اختيار حجب أفكار خاصة بسبب الضغوط الاجتماعية. وفقا لورقة كيلمان لعام 1958، فإن الرضا المستمد من الامتثال يرجع إلى التأثير الاجتماعي للتأثير المقبول (أي أن الناس يمتثلون للمكافأة المتوقعة أو كره العقاب).

#### هوية
تحديد الهوية هو تغيير المواقف أو السلوكيات بسبب تأثير شخص محبوب. تستخدم الإعلانات التي تعتمد على موافقات المشاهير لتسويق منتجاتها هذه الظاهرة. وفقا لكليمان، العلاقة المرغوبة التي يرتبط بها المعرف بالسلوك أو تغيير الموقف.

#### الاستيعاب الداخلي
التطبع هو عملية قبول مجموعة من القواعد التي يضعها الأفراد أو المجموعات المؤثرة على الفرد. يقبل الفرد التأثير لأن محتوى التأثير المقبول يكون مجزئًا جوهريًا. تتطابق مع نظام قيمة الفرد، وحسب كيلمان فإن «مكافأة» الاستيعاب هي «محتوى السلوك الجديد».

### الامتثال
الامتثال هو نوع من التأثير الاجتماعي الذي ينطوي على تغيير في السلوك أو المعتقد أو التفكير ليتوافق مع الآخرين أو المعايير المعيارية. هذا هو الشكل الأكثر شيوعا وانتشارا من التأثير الاجتماعي. يميل بحث علم النفس الاجتماعي بالتوافق إلى التمييز بين نوعين: التطابق المعلوماتي (ويسمى أيضًا الدليل الاجتماعي، أو «الاستواء» في شروط كيلمان) والتوافق المعياري («الامتثال» في شروط كيلمان).
في حالة ضغط الأقران، يكون الشخص مقتنعًا بفعل شيء قد لا يرغب في القيام به (مثل تعاطي المخدرات غير المشروعة)، لكنهم يرون أنه «ضروري» للحفاظ على علاقة إيجابية مع أشخاص آخرين (مثل أصدقائهم). وينشأ المطابقة من ضغط الأقران بشكل عام عن تحديد الهوية مع أعضاء المجموعة أو من امتثال بعض الأعضاء لاسترضاء الآخرين.
يمكن أن يكون المطابقة في المظهر، أو قد يكون أكثر اكتمالاً في الطبيعة؛ يؤثر على الفرد سواء علنًا أو سرًا.
ويوضح الامتثال (المشار إليه أيضًا بالقبول) توافقًا عامًا مع أغلبية أو قاعدة جماعية، في حين يستمر الفرد في الاختلاف أو الاختلاف بشكل خاص أو التمسك بمعتقداته الأصلية أو مجموعة بديلة من المعتقدات تختلف عن الأغلبية. يظهر الامتثال كتوافق، لكن هناك انقسام بين الجمهور والذات الخاصة.
يتضمن التحويل القبول الخاص غير الموجود في الامتثال. يتغير سلوك الفرد الأصلي أو معتقداته أو تفكيره ليتوافق مع سلوك الآخرين (المؤثرين)، سواءً بشكل علني أو خاص. لقد قبل الفرد السلوك أو العقيدة أو التفكير واستوعبها وجعلها ملكه. قد يشير التحويل أيضًا إلى الأفراد الفرديين في مجموعة يتغيرون من آراءهم المبدئية (والمتنوعة) لتبني آراء الآخرين، والتي قد تختلف عن وجهات نظرهم الأصلية. قد يكون موقف المجموعة الناتج عبارة عن مزيج من مختلف جوانب الآراء الأولية الفردية، أو قد يكون بديلاً مستقلاً عن المواقف الأولية التي تم التوصل إليها من خلال الإجماع.
ما يبدو أنه مطابق قد يكون في الواقع التطابق. يحدث التطابق عندما يكون سلوك الفرد أو معتقده أو تفكيره متوافقاً بالفعل مع سلوك الآخرين، ولا يحدث أي تغيير.
في الحالات التي يكون فيها المطابقة (بما في ذلك الامتثال والتحويل والتطابق) غير موجودة، هناك عمليات غير مطابقة مثل الاستقلال ومكافحة المطابقة. الاستقلال، الذي يشار إليه أيضًا بالمعارضة، ينطوي على فرد (سواء من خلال أفعالهم أو عدم فعلهم، أو من خلال التعبير العلني عن معتقداتهم أو تفكيرهم) بما يتماشى مع معاييرهم الشخصية ولكن لا يتماشى مع تلك الخاصة بأعضاء آخرين في المجموعة (إما كل من المجموعة أو الأغلبية). قد تظهر مكافحة المطابقة، التي يشار إليها أيضًا بمطابقة المطابقة، على أنها استقلالية، ولكنها تفتقر إلى التوافق مع المعايير الشخصية وهي لغرض تحدي المجموعة. غالبًا ما تكون الأفعال والمعتقدات والمعتقدات المعارضة معارضة تمامًا لمعايير الجماعة أو أغلبيتها. قد تكون الأسباب الكامنة وراء هذا النوع من السلوك هي التمرد أو العناد أو قد يكون التأكد من أن جميع البدائل ونقاط النظر يتم أخذها بعين الاعتبار.

## انظر ايضًا
- ضغط اجتماعي
- انحياز للسلطة